# Малаховський потік
Малаховський потік (словац. Malachovský potok) — річка; ліва притока Грону, протікає в окрузі Банська Бистриця.
Довжина приблизно 10,8—11,1 км. Витік знаходиться в масиві Флоховський хребет — на висоті приблизно 1220 метрів.
Протікає територією села Малахов і міста Банська Бистриця.. Впадає у Грон на висоті приблизно 315-320 метрів.